# Réseau de Hartig

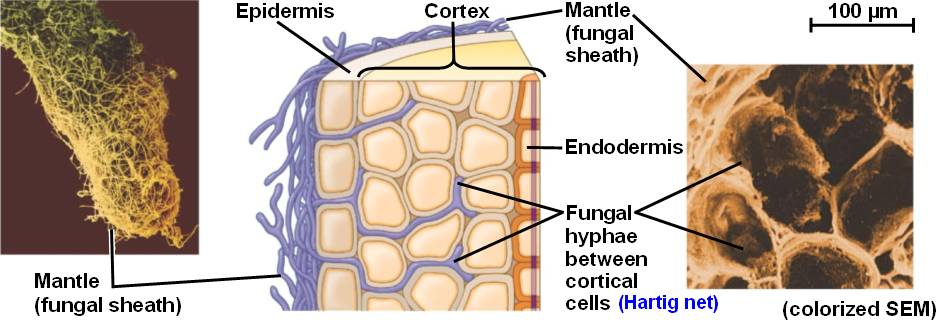
Réseau de Hartig.

Le réseau de Hartig est un réseau d'hyphes qui s'étend à l'intérieur de la racine et dont la croissance s'effectue dans les espaces intercellulaires entre l'épiderme et le cortex des plantes ectomycorhiziennes.

## Description
Le réseau de Hartig porte le nom de Theodor Hartig, un biologiste forestier et botaniste allemand du XIXe siècle,,. Hartig a publié des travaux de recherche en 1842 sur l'anatomie de l'interface entre les champignons ectomycorhiziens et les racines des arbres. C'est sur la base de ces travaux sur les mycorhizes de pin qui se développent autour de la paroi épidermique de la racine et à l'intérieur de celle-ci autour des cellules corticales, qu'il décrit en 1851 ce réseau.

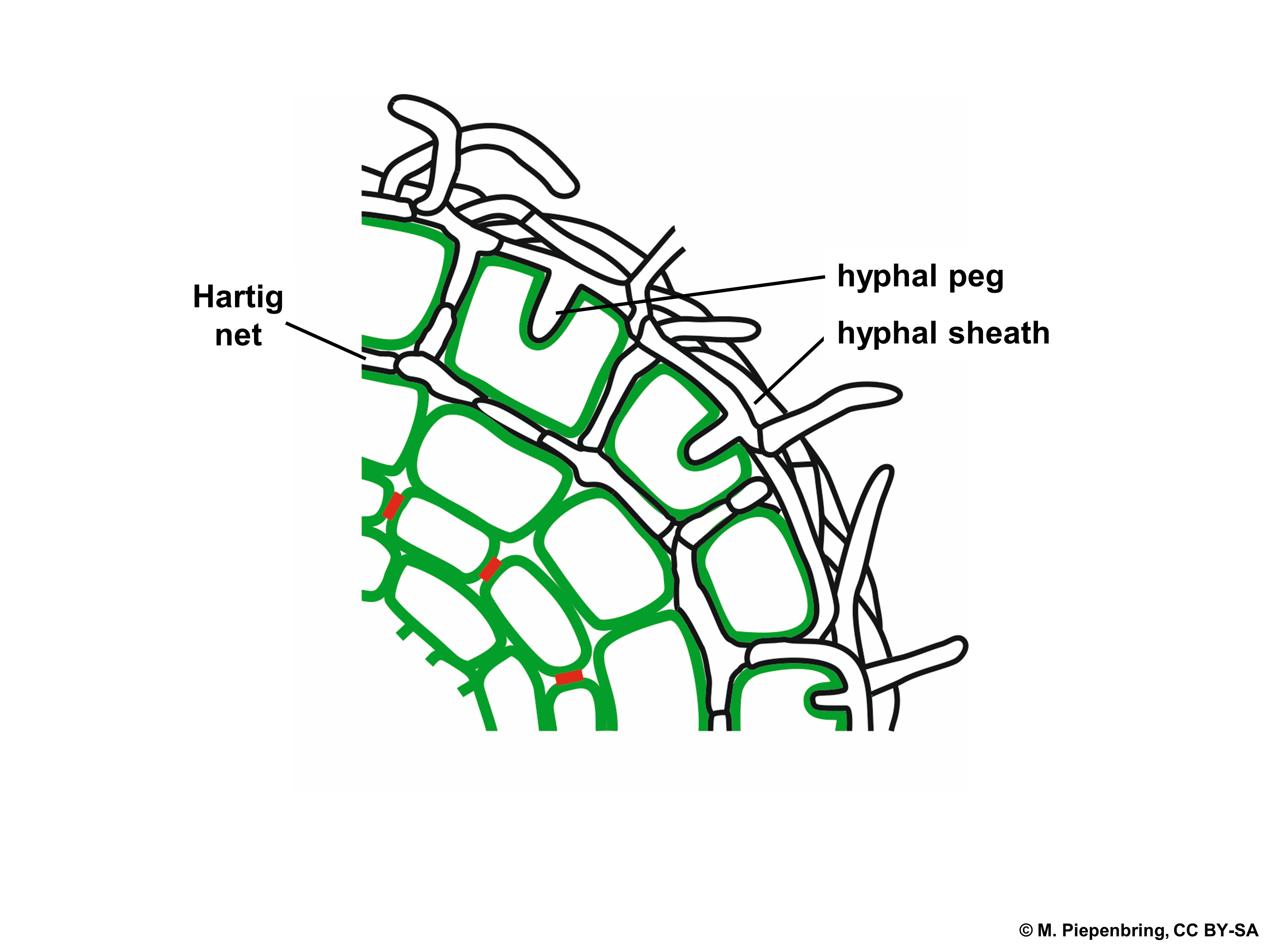
Schéma d'un réseau de Hartig autour des cellules.

Le réseau de Hartig correspond à une réticulation d'hyphes s'étendant autour de la racine et surtout à l'intérieur de celle-ci, dans les espaces situés entre les cellules mais sans entrer dans la cellule. Plutôt qu'un développement linéaire, la croissance hyphale s'effectue selon un motif multiramifié entourant les cellules. Cette multiramification  augmente ainsi les surfaces d'échanges de nutriments entre les mycètes et la plante hôte. Le réseau de Hartig est l'une des trois principales structures requises pour que les racines ectomycorhiziennes se forment dans le cadre de la symbiose ectomycorhizienne avec l'arbre ou la plante hôte.
Étant un site d'échanges nutritionnels, le réseau de Hartig fournit des éléments chimiques nécessaires à la croissance des plantes, tels que le potassium, et fournit des composés, tels que le nitrate, utilisés en combinaison avec la symbiose ectomycorhizienne pour les cultures agricoles, ainsi que certains types de lichens. Une partie de son rôle dans les interactions mutualistes est basée sur les produits chimiques qu'il fournit en plus d'être essentiel pour l'absorption nutritionnelle bidirectionnelle, qui a montré qu'il aidait à défendre les champignons contre les dommages causés par les métaux lourds.